# Concept de Logos dans la philosophie de Martin Heidegger
Le mot « logos » dérive du grec λόγος. Il désigne en première approximation, depuis Platon et Aristote, la « parole », le « discours écrit » (textuel ou parlé) et, par extension, la « rationalité » (l’intelligence) puis la logique. 
Le terme de « logos » est traduit traditionnellement par le concept de « logique », qui a le sens de « méthode visant à s'assurer d'une pensée juste », attribut que Heidegger tente de justifier en en interrogeant l'origine. Cependant, la « logique », l'ancienne épistémé logiké (ἐπιστήμη λογική), a un sens tout différent du nôtre dans la pensée des anciens Grecs. 
Martin Heidegger, qui est celui des philosophes contemporains qui s'est le plus intéressé à ce vieux concept, rassemble d'emblée pour les mettre en relation les trois notions qui dominent, dans les anciens textes, la pensée de ces vieux penseurs, à savoir le logos (λόγος), la phusis (φύσις) et la vérité (ἀλήθεια, alètheia). La thématique du Logos est présente dès le paragraphe (§7) d'Être et Temps, où elle apparaît, à l'occasion d'un définition de la phénoménologie, par le biais d'une interrogation sur la signification du suffixe « logie ». Guillaume , note incidemment que dans toutes les disciplines faisant appel à ce même suffixe « il semble que toute connaissance apparaisse comme une logique ».
Comme le note Éliane Escoubas : « tous ces thèmes primordiaux (relevés par Heidegger) sans absolument se confondre, s’ouvrent les uns sur les autres et en arrivent presque à s’identifier entre eux ». Ces trois notions, dont il s’agirait de reconquérir un sens originaire perdu, appartiennent au groupe dit des « paroles fondamentales » également distinguées par Marlène Zarader, spécialiste du philosophe dans son livre : Heidegger et les paroles de l'origine,.

## Approche du sens philosophique deLogos
Chez Martin Heidegger comme chez Edmund Husserl, le « Logos » est d’abord « discours », et en tant que discours, il est plus précisément un « faire voir » δηλοὖν    (pas une prière, pas une incantation, ni une poésie), et c’est dans ce sens qu’il intervient dans le mot « Phénoméno-logie », la science du « faire-voir » avec le sens encore plus précis de « faire-voir la chose même », c’est-à-dire l’être de la chose, et c’est parce qu'il lui fait prendre une tournure ontologique, que ne lui donne pas Husserl, que Heidegger se sépare de lui comme le note Françoise Dastur.
Si l'on s'en tient au  « Logos » comme « faire voir », il faut noter que :
« Faire voir », présuppose une entente de l'être, une  Seinverständnis, de telle manière que l'étant n'est présent que dans l'ouverture d'un espace qui lui-même n'apparaît jamais comme une chose présente
« Faire voir », la chose même est depuis Aristote l'objet du discours apophantique, mais parce qu'il s'agit d'un faire voir, le Logos en ce sens limité peut être vrai ou faux, (découvrant ou occultant).  Comme l'écrit Françoise Dastur « il s'agit de comprendre (la vérité) comme l'acte de soustraire à son occultation l'étant dont il est discouru pour le faire voir comme sorti de l'occultation  (Unverborgenes), comme « dé-couvert », alors que l'être-faux signifie à l'inverse le fait de tromper au sens de « re-couvrir » ».

## L'énigme du Logos
Il y a pourtant une énigme du Logos, car si la signification usuelle précoce a bien été le « dire » et le « discours », expose Heidegger, sa signification originelle profonde serait autre, cette autre signification s'est estompée et le dire ou le discours n'en seraient qu'une signification dérivée. Le penseur insiste sur ce caractère énigmatique, qu'auraient ressenti les anciens grecs et qui serait ni de notre fait, ni du fait d'Héraclite mais qu'il appartient à la « chose pensée elle-même ». 
C'est à partir de l'étymologie du terme λόγος et particulièrement de sa forme verbale λέγειν , que Heidegger va chercher dans la langue de l'époque, ce sens originaire, qui lui apparaîtra comme un « cueillir », un « récolter », un « mettre à l'abri ». Au terme d'une longue méditation, le mot de λόγος , substantif du verbe λέγειν n'aurait pas pour signification première « ce qui est de l'ordre de la parole mais, ce qui recueille le présent, le laisse étendu-ensemble devant et ainsi, le préserve en l'abritant dans la présence » . Le penseur s'efforce ensuite de montrer par quel chemin le sens propre du verbe λέγειν  qui signifie « étendre » en est venu à signifier « dire et parler ».
Cependant Heidegger ne va pas s'attarder sur le sens traditionnel attribué au terme Logos, depuis Aristote, comme simple « Dire » ou « Discours » qui pour lui présente le défaut de signifier, dans sa dernière mutation, après la raison et la rationalité, la  Logique qui ira jusqu'à prétendre se réserver la détermination du juste. Dans les années 1930, après le Tournant, Heidegger puise dans son origine présocratique pour dépasser ce sens habituel de Logos compris comme « Discours » ou « Logique ». Quant à la Logique, il remarque qu'elle est l'héritière de l' épistémé logiké, ἐπιστήμη λογική  aristotélicienne qui est elle-même d'essence technique (technè, τέχνη ) et donc déjà une perspective particulière sur le Logos, une perspective métaphysique, et non le Logos lui-même dans son sens archaïque et plénier ; de droit, elle n'en est donc qu'une approche possible.
Si on cherchait un motif à cette investigation de l'origine d'un si vieux concept on le trouverait comme l'écrit Guillaume Badoual  dans l'énigme que constitue « l'étrange correspondance qui fait de la raison à la fois le fond même de l'être (c'est le sens même du principe de raison) et la faculté maîtresse de l'homme ».

## LeLogosdes penseurs initiaux
La reconquête du sens originaire de Logos suppose un travail archéologique sur la pensée de ces Présocratiques et notamment sur celle d'Héraclite. Cette investigation a été effectuée au long de plusieurs cours et conférences, à partir de 1935. La recherche débute avec le cours intitulé dans la traduction française Introduction à la métaphysique. S'agissant des premiers moments de la pensée aucune définition du type genre et espèce, ne peut, bien entendu, être donnée des termes fondamentaux Phusis, Logos, Alètheia. L'explicitation du sens originaire du terme Logos ne peut apparaître qu'au terme d'approximations de sens successives. Si  l'on suit Éliane Escoubas, c'est dans la «déconstruction » de l'opposition traditionnelle de « l'être et du penser » que se focalise l'investigation heideggérienne du Logos . C'est essentiellement chez Héraclite dont la tradition ne retient que quelques formules et deux ou trois paroles fondamentales, que puise cette investigation. 

### L'émergence et le recueillement
L'explicitation du Logos pense Heidegger, n'est possible que si d'abord nous comprenons ce que veut dire « être » pour les grecs et faisons un détour par le concept qui semble en tenir lieu pour eux, la Phusis, la φύσις nous dit Marlène Zarader. La  Phusis, qui dépasse largement le concept de nature, comprenant toute chose est le terme le plus englobant qui soit, « elle est le règne de ce qui s'épanouissant vers le dehors demeure en même temps en soi-même »  et qui se déployant, dans un tel déploiement, fait son apparition, se tient dans cet apparaître et y demeure. Cette idée d'émergence souligne Jean Grondin se retrouve partout chez les grecs (dans les événements du ciel, dans le roulement des vagues, dans la croissance des plantes).
Or l'émergence de la phusis écrit Jean Grondin, « présuppose le recueillement de ce qui se tient de soi-même dans la lumière et ce recueillement est, et ne peut être, que l'œuvre du « Logos », situation, qui à terme, signera sa pré-éminence dans le jeu complexe des deux phénomènes. Le « Logos » devenant un pouvoir de l'homme, compris comme "animal rationale", soumettra progressivement tout l'étant à son joug ». Éliane Escoubas souligne la divergence qui en découle quant au sens du mot apparaître  Erscheinen ou φαἰνεσθαi : « l'apparaître ( des penseurs initiaux) comme le rassemblement qui porte à la tenue […] et l'apparaître du déjà-là qui offre une façade, une surface, un point de vue […] ».

### L'Un-Tout
On doit à Héraclite la formule où le « Logos » est dit de façon lapidaire (dans le fragment 50) : « hèn panta » ou « Un-Tout » ou encore « l'Un unissant Tout ». 
Cet « Un-Tout » n'est pas à concevoir comme la résultante d'une unité par agrégation du multiple, par rattachement ou accouplement mais, selon l'expression de Guillaume Badoual comme une« unité concertante » qui va constituer la « Dimension » dans laquelle toutes choses « avec leur adverse » vont pouvoir apparaître dans leur lumière propre. Le propre du Logos est aussi en tant que « Un-Tout » de dire  l'appartenance mutuelle de l'être et de l'homme,. Entre les adverses (que sont la nuit et le jour, la guerre et la paix, la famine et l'abondance), s'il y a combat, Polémos,  il n'y a pas rupture mais « co-appartenance », comme  il n'y a pas dans la conception d'Héraclite succession, les adverses sont toujours ensemble et ne font qu'un (la nuit a besoin du jour pour être ce qu'elle est).
Il est important de remarquer que pour Heidegger cette unité n'est pas à rechercher sur un plan dialectique à la manière de la Dialectique hégélienne, l'unité est originaire et essentielle dans la dimension de la coappartenance au sein justement de l'idée de Logos qui constitue l' arché, l' ἀρχή ' caché, le principe originaire. C'est aussi à travers la métaphore de l' « éclair » qui illumine en un instant, de son rayon, toute la scène des êtres comme dans la caverne platonicienne, et non en faisant appel à l'image éclatante du soleil qui déploie lentement sa lumière dans la stabilité du jour, que Héraclite perçoit l'unité du Tout, Τα Πάντα , image de l'éclair et de la foudre dont Heidegger va se saisir comme une anticipation pré-socratique de l'événementialité de son  Ereignis  voir les  Beiträge zur Philosophie (Vom Ereignis).

### Le Logos semblable à la Phusis
Malgré ou peut-être grâce à cette lutte des « adverses », le logos héraclitéen peut être considéré comme un rassemblement stable, comme le souligne  Éliane Escoubas, car « l'entre-appartenance et l'adversité conviennent ensemble », d'où la quasi identité chez les anciens grecs entre les notions de « logos » et de « physis » (qui dit aussi rassemblement et recueil). Il s'agit donc pour Heidegger de faire un sort définitif à l'interprétation traditionnelle de la célèbre sentence héraclitéenne Ta Panta Rei (en grec ancien Τα Πάντα ῥεῖ) : traduit traditionnellement par « Tout coule ». Héraclite est connu à la fois pour son obscurité (« Héraclite d'Éphèse dit Héraclite l'Obscur » disait déjà Aristote), et son opposition à Parménide, l'un étant le philosophe du mouvement universel, Τα Πάντα ῥεῖ , « tout coule »  ou « on ne se baigne pas deux fois dans le même fleuve », l'autre celui de l'immobilité radicale.
Car il y a aussi, note Jean Beaufret,  après Heidegger, du « permanent » chez Héraclite, la permanence de la mesure et de la justice la Δίκη  (Diké), sans aller jusqu'à parler d'harmonie cosmique comme certains ont cru pouvoir le faire, dans l'incessant « combat » du flux et du reflux, « L'unité de la phusis, la φύσις  est maintenue au sein même des oppositions, du jour et de la nuit, de la paix et de la guerre, de l'abondance et de la disette et la loi qui porte l'ajointement des contraires, c'est çà, le « Logos », le λόγος  »,.
Ce mouvement universel encadré dans de strictes limites fait dire à Jean Baufret « que rien n'est donc plus étranger à l'esprit d'Héraclite que la prétendue doctrine du mobilisme universel que nous transmet la tradition » et que l'on oppose superficiellement à l'immobilité parménidienne.

### Penser et Être
L'expérience grecque de l'être se dit Phusis. Tout le travail d'Heidegger a consisté à partir d'Héraclite, à rapprocher « Phusis » et « Logos »,  lequel est aussi à l'origine la « pensée », à une époque où la distinction entre « pensée » et « être » ou « Phusis » n'a pas lieu d'être. C'est parce qu'originellement « Logos » n'a pas la signification de « dire » ou de « discours » mais au contraire celui de « recueillement » qu'il y a lieu de mettre en évidence un rapport d'appartenance essentielle entre le « penser » et l'« être ». Ce qu'il faut expliquer c'est bien la division qui s'est produite à partir de cette provenance essentielle, car cette division qui a tourmenté toute l'histoire de la philosophie se trouve être à l'origine de la métaphysique et de toutes les théories de la connaissances qui ont suivi,.
Par la suite, la préoccupation pour la vérité de l'énoncé, conçue comme adéquation entre les deux, s'est ultérieurement développée sur la base de cette disjonction , quand le Logos n'a plus été compris (chez Platon) que comme l'agent qui saisit l'étant à travers son idée, et quand l' « être », la Phusis s'est vu réduit à son résultat, l'étant, oubliant par là, son caractère épiphanique que Heidegger va s'efforcer de retrouver à travers son concept d'Ereignis.